# 惠东县博物馆
惠东县博物馆是广东省惠州市惠东县的一座综合博物馆，位于南湖公园内。

## 生平
1984年筹备，1989年10月1日正式开放。曾举办《惠东县建设成果展览》、《98馆藏文物精品展》、《高潭革命斗争历史展览》等展览。1985年编成《惠东县文物志》，2005年起参与惠州平海碧甲电厂文物调查，2007年参与广惠高速公路东延线文物调查。
藏品来源有广东省文管会、省博物馆调拨，以及社会藏品征集，包括陶瓷、铜器、木器、金银器、铁器、玉石器等类别。有二级文物20件、三级文物500多件。重要藏品有新石器时代双耳绘谷纹彩陶罐、汉代绿釉牧羊圈模型、宋代影青谷仓模型、康熙款梅瓶、南昌起义部队使用过的“美最时”风雨灯等。